# Lowick (Kumbria)
Lowick – wieś w Anglii, w Kumbrii, w dystrykcie (unitary authority) Westmorland and Furness. Leży 70 km na południe od miasta Carlisle i 366 km na północny zachód od Londynu. W 2001 miejscowość liczyła 224 mieszkańców.